# Макагонов, Михаил Петрович
Михаил Петрович Макагонов (4 ноября 1900, Лосево — после 1953 года) — советский юрист, государственный и партийный деятель, председатель Саратовского областного суда (1943—1951), член Верховного Суда СССР (с 1951). Участник Великой Отечественной войны.

## Биография
Михаил Петрович Макагонов родился 4 ноября 1900 года в селе Лосево Лосевского, ныне Павловского района Воронежской области.
- С августа 1918 года — на службе в РККА.
- 1923 год — 1927 год — делопроизводитель, затем секретарь суда в Воронежской области.
- 1927 год — 1942 год — народный судья, член, а затем заместитель председателя военного трибунала в Воронежской области.
- 1936 год — окончил Планово-экономический институт.
- 1940 год — окончил Всесоюзный заочный юридический институт.
- Март 1942 года — демобилизован в звании капитана юстиции.
- 1943 год — 1951 год — председатель Саратовского областного суда.
- С 28 декабря 1951 года — член Верховного Суда СССР.
- На 1953 год — председатель судебной коллегии по гражданским делам Верховного Суда СССР[1].

## Награды
- Орден «Знак Почёта» (1945)[2];
- Медаль «За победу над Германией в Великой Отечественной войне 1941—1945 гг.»;
- Медаль «За доблестный труд в Великой Отечественной войне 1941—1945 гг.».